# Ян Петерс
Ян Петерс (нід. Jan Peters, нар. 18 серпня 1954, Грусбек) — нідерландський футболіст, що грав на позиції півзахисника.
Виступав, зокрема, за клуб «Неймеген», а також національну збірну Нідерландів.
Чемпіон Нідерландів. Триразовий володар Кубка Нідерландів. 

## Клубна кар'єра
Народився 18 серпня 1954 року в місті Грусбек. Вихованець футбольної школи місцевого клубу «Германія».
У дорослому футболі дебютував 1971 року виступами за команду клубу «Неймеген», в якій провів шість сезонів, взявши участь у 165 матчах чемпіонату. Більшість часу, проведеного у складі «Неймегена», був основним гравцем команди.
Згодом з 1977 по 1982 рік грав у складі команди АЗ, у складі якої тричі перемагав у Кубку Нідерландів, а 1981 року допоміг їй здобути перемогу в нідерландському чемпіонаті.
1982 року перебрався до Італії, де спочатку був гравцем «Дженоа», а протягом 1985–1986 років виступав за «Аталанту». 1986 року повернувся на батьківщину, ставши гравцем «Неймегена».
Завершив професійну ігрову кар'єру у клубі «Де Трефферс», за команду якого виступав протягом 1988—1990 років.

## Виступи за збірну
1974 року дебютував в офіційних матчах у складі національної збірної Нідерландів. Протягом кар'єри у національній команді, яка тривала 9 років, провів у формі головної команди країни 31 матч, забивши 4 голи.
У складі збірної був учасником чемпіонату Європи 1976 року в Італії, на якому команда здобула бронзові нагороди.

## Титули і досягнення
- Чемпіон Нідерландів (1):

АЗ: 1980-1981
- Володар Кубка Нідерландів (3):

АЗ: 1977-1978, 1980-1981, 1981-1982